# Akagi (sopka)
Akagi (japonsky 赤城山; Akagi-jama, 1828 m n. m.) je neaktivní stratovulkán nacházející se v prefektuře Gunma na japonském ostrově Honšú asi 30 km východně od sopky Haruna. Vrchol vulkánu je zakončen kalderou o rozměrech 3 x 4 km, jejíž severovýchodní část je zalita vodami jezera Ono.
Sopka leží na starším, prakticky úplně destruovaném vulkánu. Série pliniovských erupcí převážně andezitových láv a pyroklastik v pleistocénu dala vzniknout současné podobě vulkánu. Kaldera se utvořila při poslední erupci přibližně před 31 000 roky. Postkalderové stádium vulkanické aktivity přineslo zformování lávových dómů seřazených v severozápadně–jihovýchodní linii na dně kaldery.